# Hugo Siebenschein
Hugo Siebenschein (pokřtěn jako Rudolf Hugo, 6. dubna 1889 Strážnice – 13. prosince 1971 Praha) byl český literární historik, germanista, lexikograf a autor učebnic. Je znám především jako autor čtyřsvazkového česko-německého a německo-českého slovníku, dosud (2023) nejrozsáhlejšího a ve své době i nejmodernějšího slovníku v této jazykové kombinaci, který vyšel v několika vydáních. V Praze bydlel na Letné, na adrese Čechova 21.

## Publikace
- Židovský prvek v moderní literatuře německé, kolem r. 1930
- Německy sluchem a studiem pro školu a samouky, 1935
- Abhandlungen zur Wirtschaftsgermanistik, 1936
- Čech mezi Němci, 1938
- Deutscher Humor in der Aufklärung, 1939
- Kdo jsou, 1946
- Stručné dějiny německé literatury do roku 1250, 1958
- Německo-český slovník, 1964
- Česko-německý slovník, 1968